# Estigmene ansorgei
Estigmene ansorgei là một loài bướm đêm thuộc phân họ Arctiinae, họ Erebidae.